# Landkreis Pfaffenhofen an der Ilm
Landkreis Pfaffenhofen an der Ilm is een Landkreis in de Duitse deelstaat Beieren. De Landkreis telt 129.128 inwoners (31 december 2020) op een oppervlakte van 760,36 km². Kreisstadt is de gelijknamige stad.

## Indeling

Het Landkreis is verdeeld in 19 gemeenten. Drie gemeenten hebben de status stad, vier andere mogen zich Markt noemen.
Steden
1. Geisenfeld
2. Pfaffenhofen an der Ilm
3. Vohburg an der Donau

Märkte
1. Hohenwart
2. Manching
3. Reichertshofen
4. Wolnzach

Overige gemeenten
1. Baar-Ebenhausen
2. Ernsgaden
3. Gerolsbach
4. Hettenshausen
5. Ilmmünster
6. Jetzendorf
7. Münchsmünster
8. Pörnbach
9. Reichertshausen
10. Rohrbach
11. Scheyern
12. Schweitenkirchen

Aichach-Friedberg · Altötting · Amberg · Amberg-Sulzbach · Ansbach (stad) · Landkreis Ansbach · Aschaffenburg (stad) · Landkreis Aschaffenburg · Augsburg (stad) · Landkreis Augsburg · Bad Kissingen · Bad Tölz-Wolfratshausen · Bamberg (stad) · Landkreis Bamberg · Bayreuth (stad) · Landkreis Bayreuth · Berchtesgadener Land · Cham · Coburg (stad) · Landkreis Coburg · Dachau · Deggendorf · Dillingen an der Donau · Dingolfing Landau · Donau-Ries · Ebersberg · Eichstätt · Erding · Erlangen · Erlangen-Höchstadt · Forchheim · Freising · Feyung-Grafenau · Fürstenfeldbruck · Fürth (stad) · Landkreis Fürth · Garmisch-Partenkirchen · Günzburg · Haßberge · Hof (stad) · Landkreis Hof · Ingolstadt · Kaufbeuren · Kelheim · Kempten im Allgäu · Kitzingen · Kronach · Kulmbach · Landsberg am Lech · Landshut (stad) · Landkreis Landshut · Lichtenfels · Lindau · Main-Spessart · Memmingen · Miesbach · Miltenberg · Mühldorf am Inn · München · Landkreis München · Neuburg-Schrobenhausen · Neumarkt in der Oberpfalz · Neurenberg · Neustadt an der Aisch-Bad Windsheim · Neustadt an der Waldnaab · Neu-Ulm · Nürnberger Land · Oberallgäu · Ostallgäu · Passau (stad) · Landkreis Passau · Pfaffenhofen an der Ilm · Regen · Regensburg (stad) · Landkreis Regensburg · Rhön-Grabfeld · Rosenheim (stad) · Landkreis Rosenheim · Roth · Rottal-Inn · Schwabach · Schwandorf · Schweinfurt (stad) · Landkreis Schweinfurt · Starnberg · Straubing · Straubing-Bogen · Tirschenreuth · Traunstein · Unterallgäu · Weiden in der Oberpfalz · Weilheim-Schongau · Weißenburg-Gunzenhausen · Wunsiedel im Fichtelgebirge · Würzburg (stad) · Landkreis Würzburg
Baar-Ebenhausen · Ernsgaden · Geisenfeld · Gerolsbach · Hettenshausen · Hohenwart · Ilmmünster · Jetzendorf · Manching · Münchsmünster · Pfaffenhofen a.d.Ilm · Pörnbach · Reichertshausen · Reichertshofen · Rohrbach a.d. Ilm · Scheyern · Schweitenkirchen · Vohburg a.d.Donau · Wolnzach